# Searby cum Owmby
Searby cum Owmby est une paroisse civile du Lincolnshire, en Angleterre.